# Quartier Sainte-Opportune

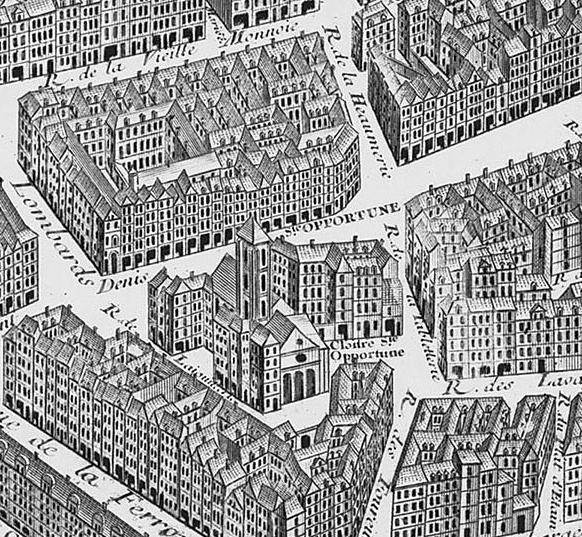
Část čtvrti na mapě Paříže z roku 1739

Quartier Sainte-Opportune (tj. čtvrť svaté Oportuny) je historická čtvrť Paříže, která se rozkládala od počátku 18. století do Velké francouzské revoluce v jihovýchodní části dnešního 1. obvodu.

## Poloha
Čtvrť se rozkládala v prostoru dnešních administrativních čtvrtí Saint-Germain-l'Auxerrois a Halles a byla vymezena těmito ulicemi:
- na jihu Quai de la Mégisserie na břehu Seiny,
- na východě Rue Saint-Denis,
- na severu Rue de la Ferronnerie, Rue de la Chausserie a hřbitov Neviňátek,
- na západě Rue du Roule a Rue de la Monnaie.

## Historie
Až do reformy čtvrtí v letech 1680 a 1702 bylo toto území součástí čtvrti Saint-Jacques-de-la-Boucherie. Nábřeží vznikla v roce 1369, předtím svah sestupoval k řece a tvořil poměrně strmý břeh. Břeh využívali na západě koželuzi a jircháři a na východě se konal drůbeží trh.
V té době jediná osa vedoucí od Châteletu ke kostelu Saint-Germain-l'Auxerrois a k Louvru byla Rue Saint-Germain-l'Auxerrois, jedna z mála dlážděných ulic z doby vlády Filipa II. Augusta. Na rohu Rue des Orfèvres a Rue Saint-Germain-l'Auxerrois byl pařížský sklad soli, majetek krále, který měl monopol na prodej soli, z níž se vybírala gabella. Uprostřed Rue Saint-Germain-l'Auxerrois v čísle 19 se nacházela věznice For-l'Évêque, postavená ve 12. století.
Čtvrť se v roce 1789 skládala z dvaceti devíti ulic, dvou náměstí a dvou slepých ulic. Během přestavby Paříže v 19. století odsud mnoho uliček zmizelo. Za Francouzské revoluce se čtvrť stala jižní částí revoluční sekce Marchés (v roce 1792 přejmenované na Halles, v roce 1793 opět na Marchés).

## Významné stavby
- Hôtel du Chevalier-du-Guet
- Kostel svaté Oportuny
- For-l'Évêque